# Trust Me
Trust Me är det fjärde albumet av den brittiske sångaren Craig David, vilket spelades in i England och Kuba. Albumet gavs ut år 2007.

## Låtlista
| Nr           | Titel                    | Kompositör                                                                             | Längd |
| ------------ | ------------------------ | -------------------------------------------------------------------------------------- | ----- |
| 1.           | Hot Stuff (Let's Dance)  | David Bowie                                                                            | 3:39  |
| 2.           | 6 of 1 Thing             |                                                                                        | 3:46  |
| 3.           | Friday Night             | Eg White                                                                               | 3:33  |
| 4.           | Awkward                  | Glen Scott, Martin Jonsson, Tommy Sims                                                 | 3:37  |
| 5.           | Just a Reminder          | Glen Scott, Martin Jonsson, Tommy Sims                                                 | 3:49  |
| 6.           | Officially Yours         | Curtis Richardson, Hiten Bharadia, Ian James, Paulo Mendonca                           | 3:55  |
| 7.           | Kinda Girl For Me        | Linda Creed, Thomas Bell                                                               | 3:47  |
| 8.           | She's On Fire            | Christopher Harrison, Cleveland Browne, Patrick Thomas, Philip Smart, Wycliffe Johnson | 5:04  |
| 9.           | Don't Play With Our Love | P Barry                                                                                | 3:59  |
| 10.          | Top of the Hill          |                                                                                        | 3:54  |
| 11.          | This is the Girl         | C. David, T. Smith                                                                     | 4:10  |
| Total längd: | Total längd:             | Total längd:                                                                           | 43:13 |